# American Family Field

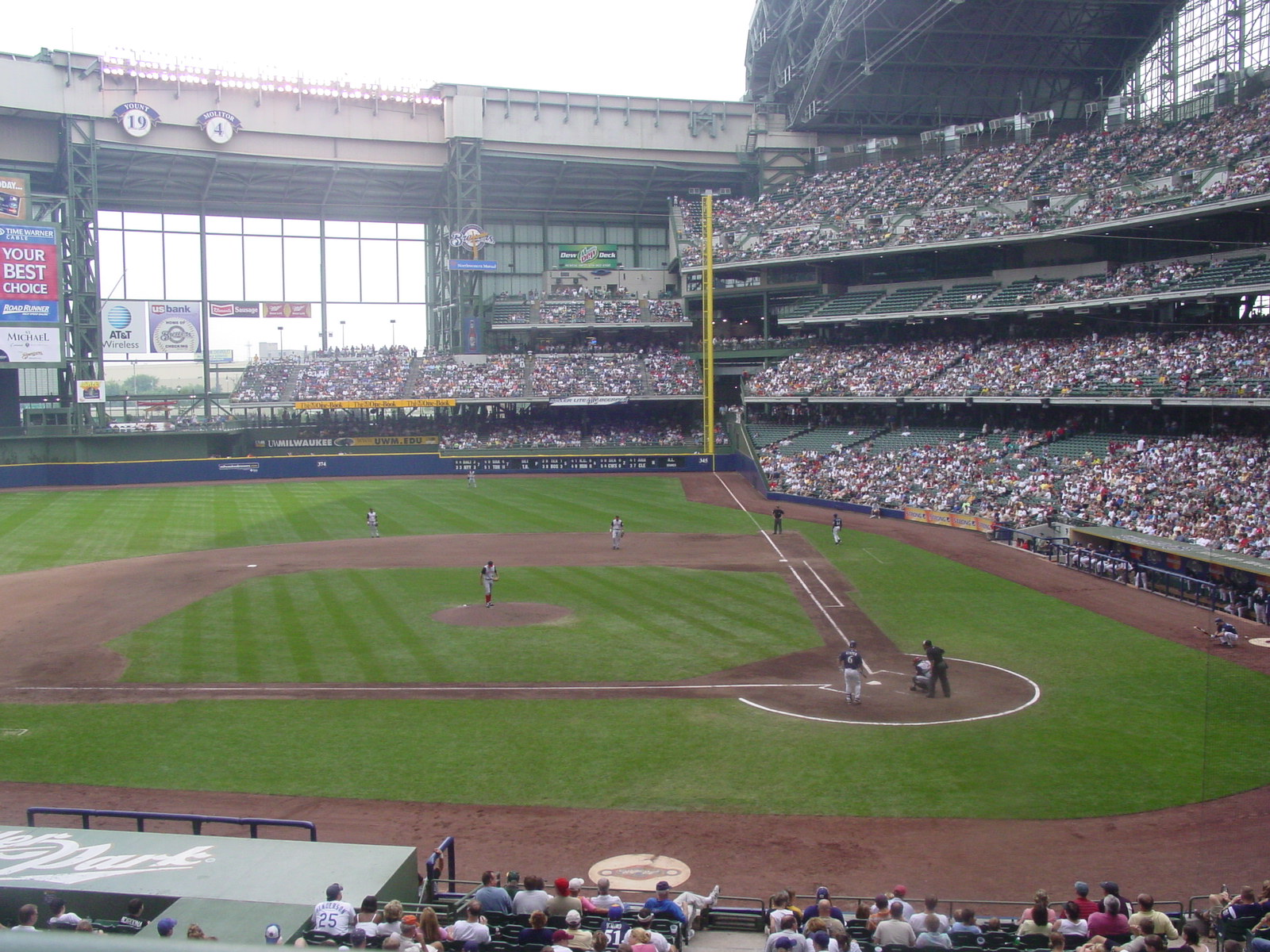
American Family Field

American Family Field is het honkbalstadion van de Milwaukee Brewers.
Het stadion opende zijn deuren op 6 april 2001, en verving het oude county stadium waar de Milwaukee Brewers eerder hun thuiswedstrijden speelden. De capaciteit van American Family Field is 41.900 (2016). Het stadion staat in de stad Milwaukee in de staat Wisconsin. Het stadion heeft de bijnaam The Spaceship vanwege het sluitbare dak op het stadion, waardoor men het gevoel heeft dat men binnen zit. Het jaarlijkse Major League Baseball All-Star Game speelde zich in 2002 in dit stadion af.
American Family Field is genoemd naar de sponsor, verzekeringsmaatschappij American Family Insurance. Zij namen per 1 januari 2021 de naamrechten over van de Miller Brewing Company.

## Feiten
- Geopend op: 6 april 2001
- Ondergrond: gras
- Constructiekosten: 400 miljoen US$
- Architect: HKS, Inc. en NBBJ & Epstein Uhnen Architects

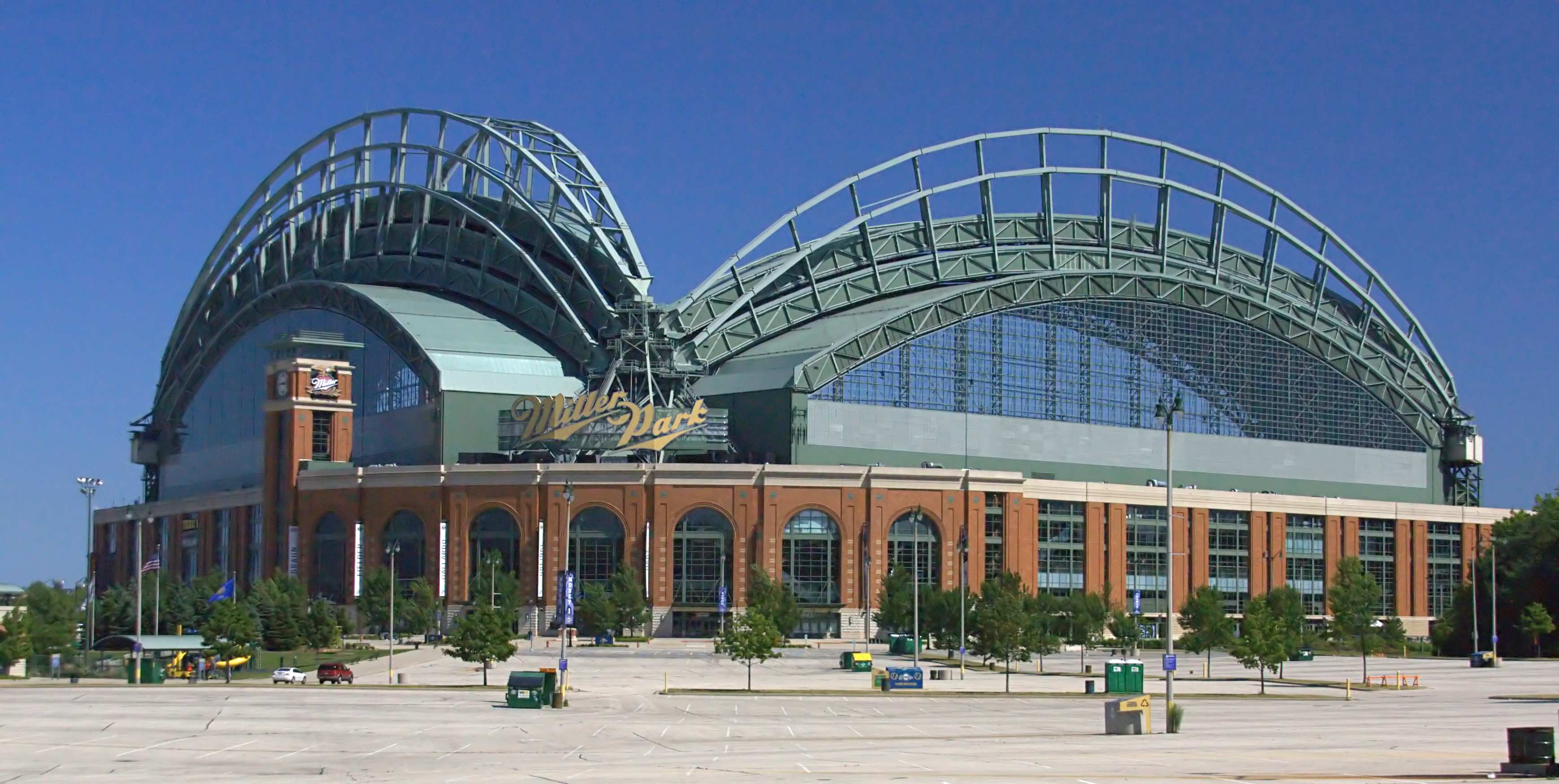
Exterieur
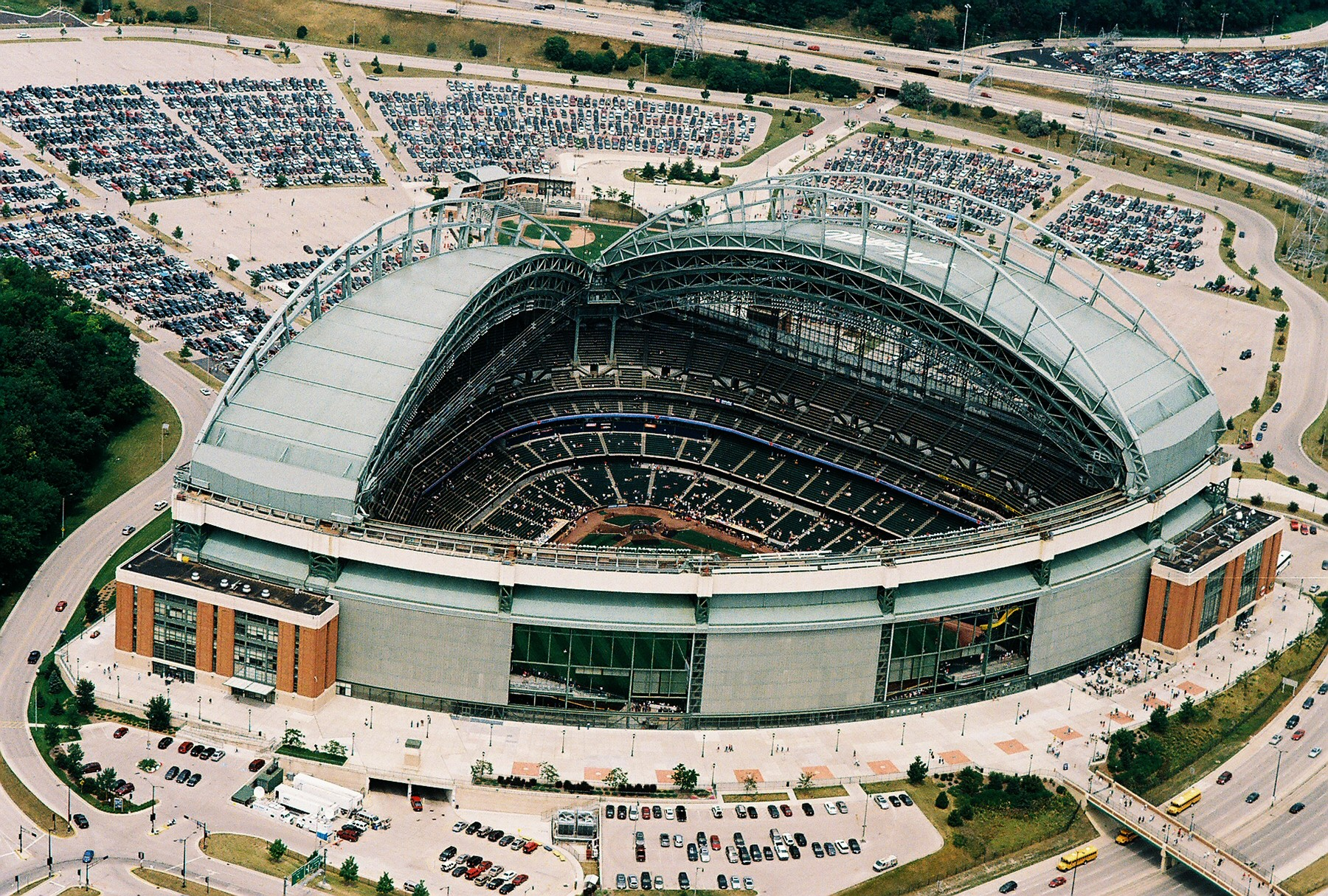
Sluitbaar dak
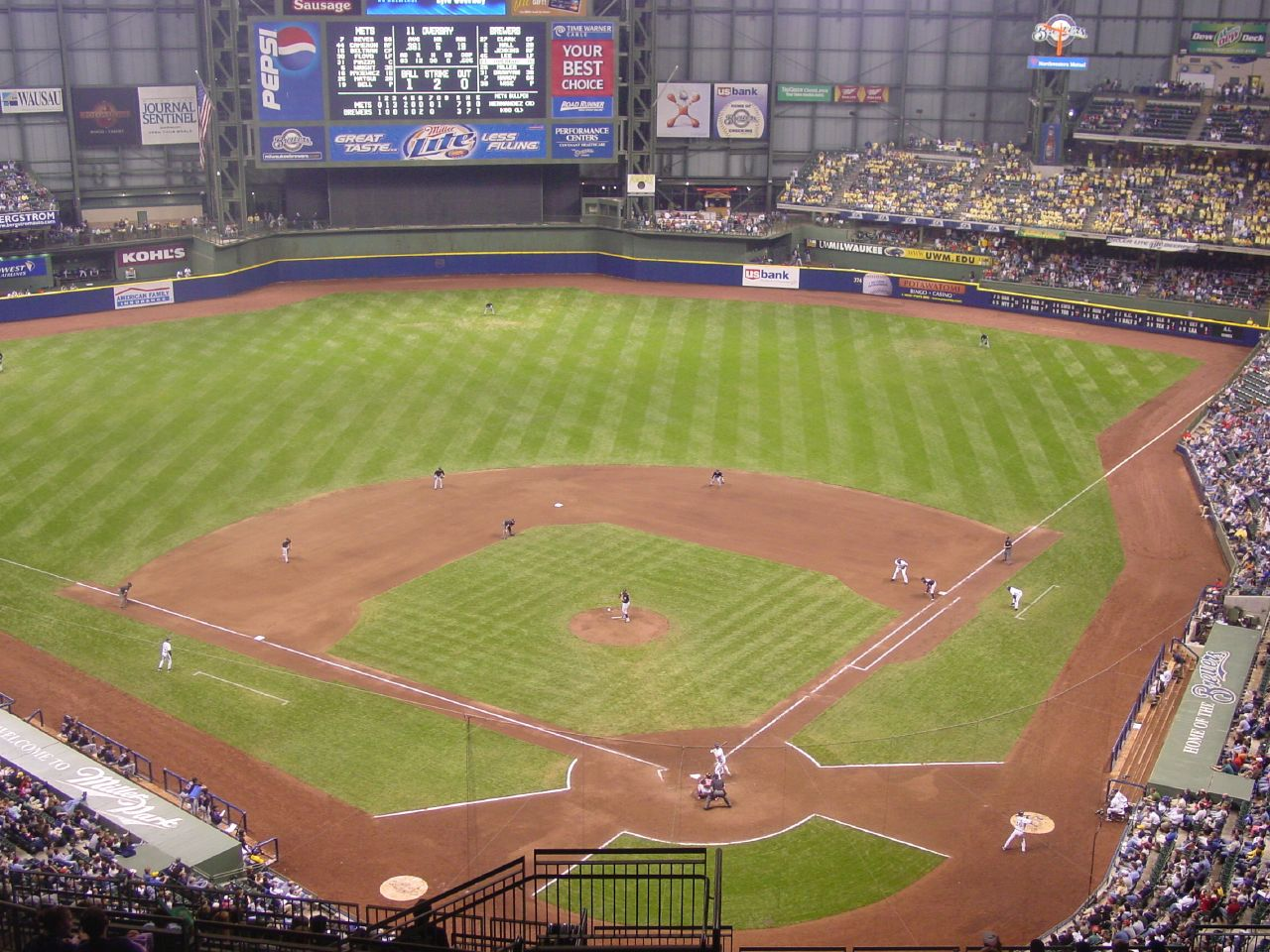
Speelveld